# David Brearley
Pour les articles homonymes, voir Brearley.
David Brearley (parfois orthographié « Brearly »), né le 11 juin 1745 et mort le 16 août 1790, est un homme politique américain. Il est l'un des Pères fondateurs des États-Unis en tant que signataire de la Constitution des États-Unis.